# Alpioniscus strasseri
Alpioniscus strasseri là một loài chân đều trong họ Trichoniscidae. Loài này được Verhoeff miêu tả khoa học năm 1927.